# Turismo in Kerala

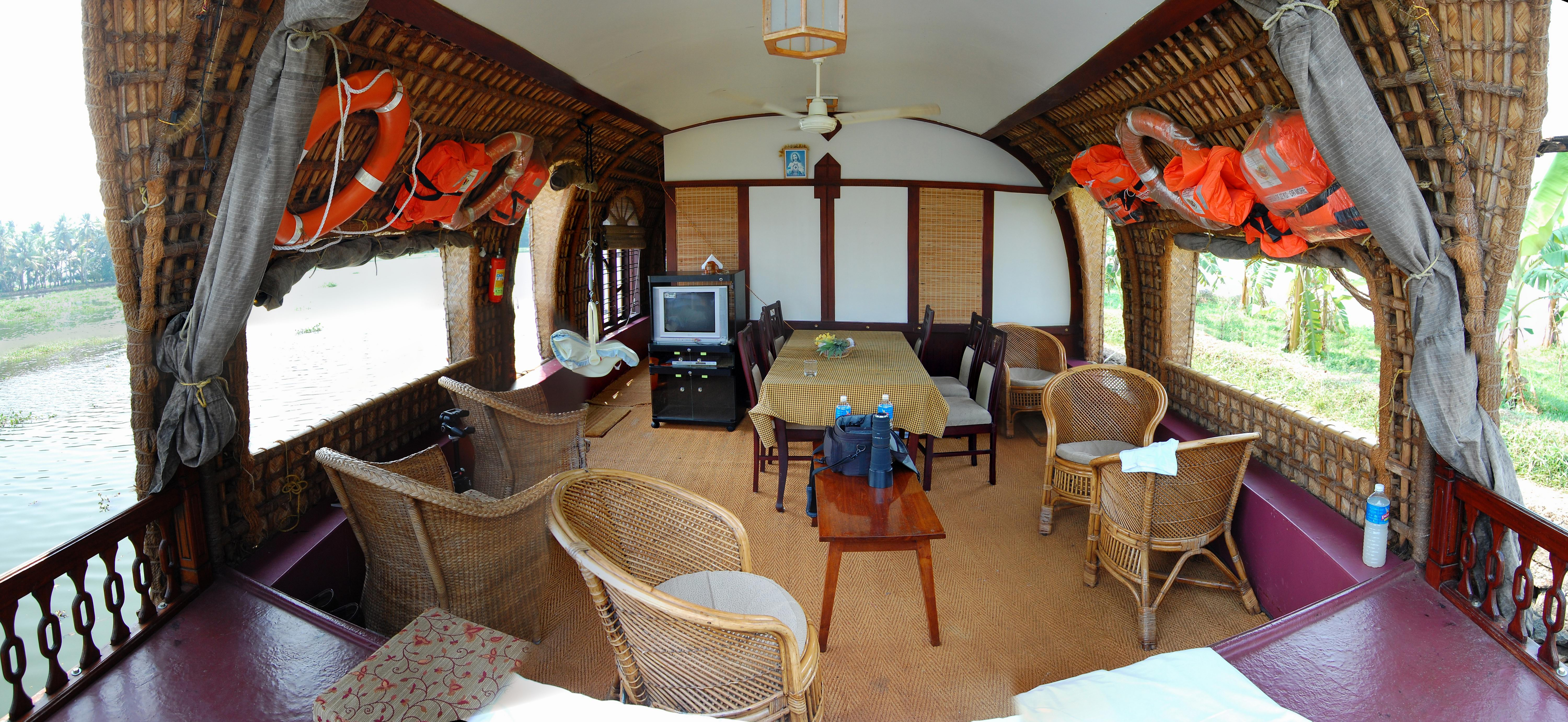
Interno di una Kettuvallam.

Il turismo in Kerala è assai vivace e variegato nelle sue forme, essendo lo stato situato lungo la costa del Malabar nella zona tropicale sud-occidentale dell'India, una delle più popolari destinazioni turistiche del paese. Nominato come uno dei dieci paradisi del mondo dal National Geographic Traveler, il Kerala è famoso soprattutto per le sue iniziative di ecoturismo il suggestivo ambiente di laguna. La sua unicità culturale e le tradizioni popolari, insieme con la sua varietà demografica, hanno reso lo stato meridionale indiano una tra le più popolari destinazioni turistiche del mondo. Crescendo ad un tasso del 13,31%, l'industria del turismo contribuisce in maniera importante all'economia generale del territorio.

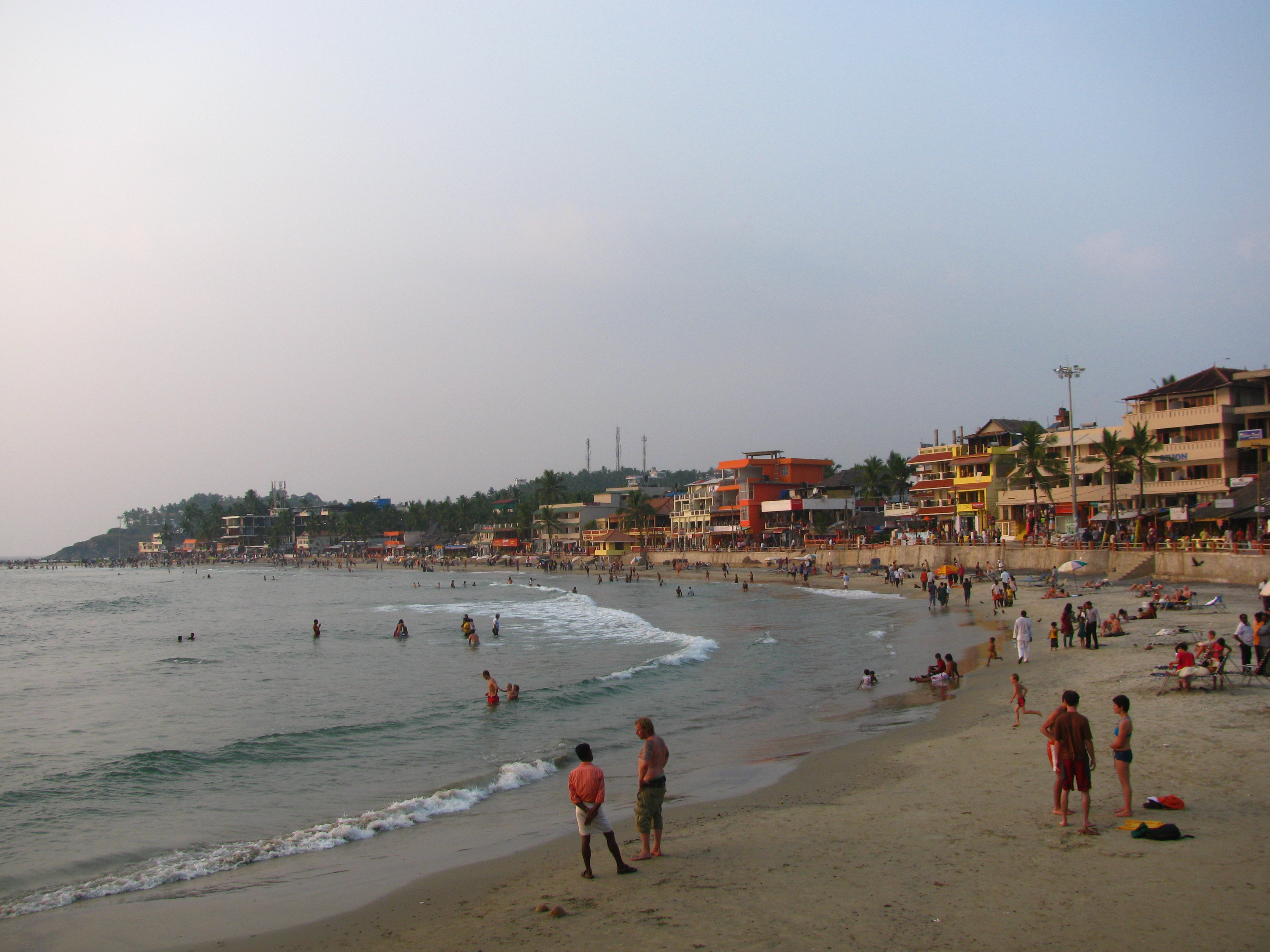
In spiaggia a Kovalam.

Fino ai primi anni '80, lo stato del Kerala era una destinazione relativamente sconosciuta, con la maggior parte dei circuiti del turismo internazionale concentrati intorno al nord dell'India. Assidue campagne di marketing lanciate dal "Kerala Tourism Development Corporation" - l'ente governativo che sovrintende alle prospettive del turismo dello stato - ha gettato le basi per la crescita del settore. Nei decenni che seguirono, tutte le maggiori città, e non solo, sono state in grado di trasformarsi in una delle destinazioni di nicchia di vacanza internazionale. Il tag "Kerala - il paese di Dio" è stato adottato nelle sue promozioni del turismo ed il Kerala ha cominciato ad essere considerato come una delle destinazioni con il più alto richiamo globale di Marca (commercio). Nel 2010 ha ottenuto 660.000 arrivi di turisti stranieri.
Il paese è ben noto per le sue spiagge e le insenature a Alappuzha e Kollam, ma anche per le catene montuose ed alcuni tra i maggiori parchi nazionali della fauna selvatica in India. Altre attrazioni famose nello stato sono le coste sabbiose a Kovalam, Kappad, Cherai e Varkala; resort turistici arretrati e lacustri si trovano attorno al lago Ashtamudi; stazioni collinari e resort ci sono anche a Munnar, il distretto di Wayanad, Nelliampathi, Vagamon e la cima montuosa di Ponmudi; riserve naturali d'importanza strategica sono il parco nazionale di Periyar a Thekkady e il Parco nazionale di Eravikulam.

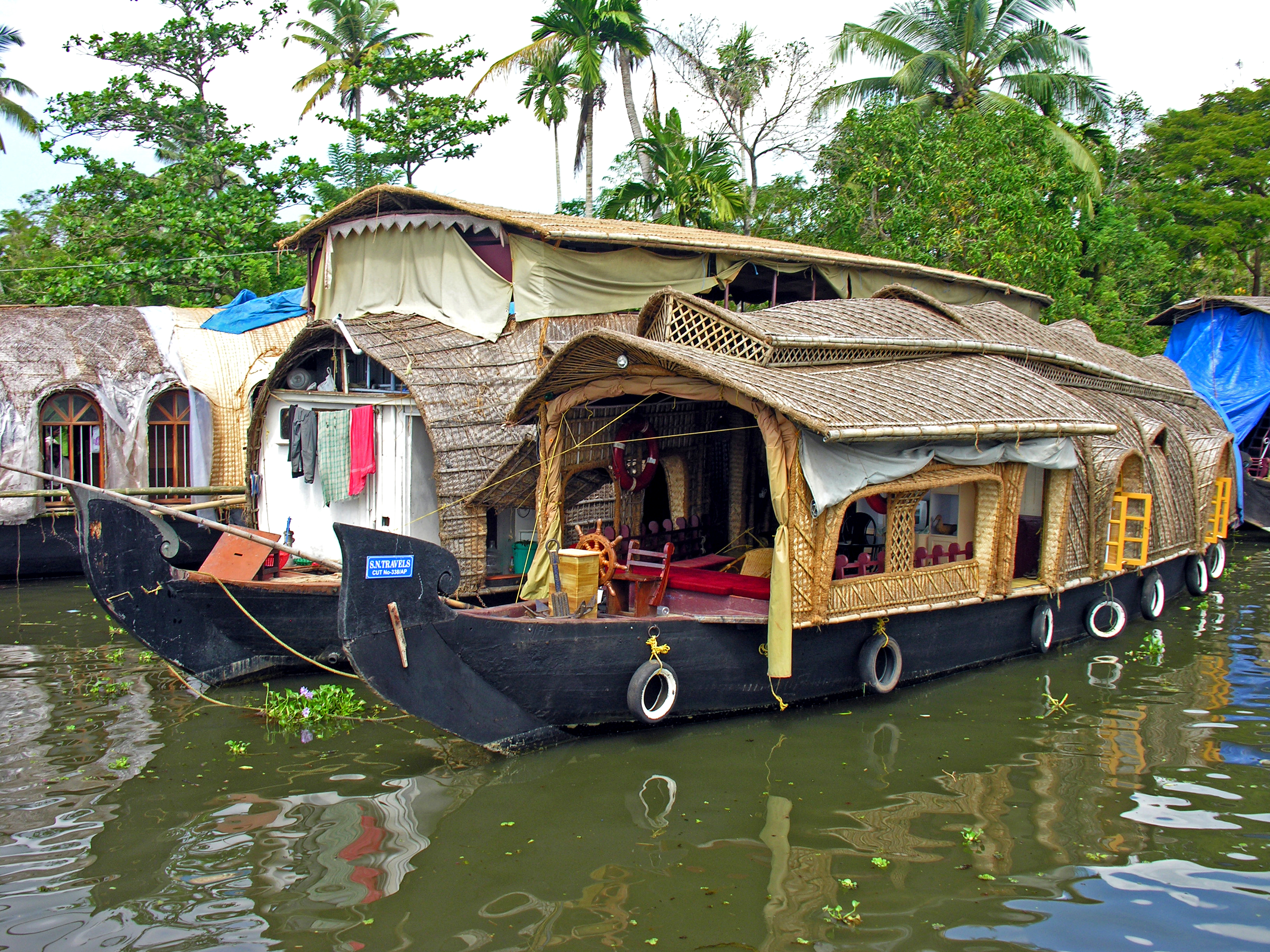
Un "villaggio galleggiante".

I backwaters- una vasta rete di fiumi ad incastro, laghi e canali che ruotano su "Ashtamudi Lake" costituiscono una delle mete principali del traffico turistico di lusso. Siti di patrimonio architettonico nazionale, come l'Hill Palace (il più grande museo archeologico del Kerala) a Thrippunithura e "Mattancherry Palace" (un palazzo portoghese popolarmente conosciuto come il Palazzo olandese a Mattancherry), vengono anch'essi visitati. La città di Thiruvananthapuram è al primo posto nel numero totale dei turisti internazionali e nazionali in Kerala. Per promuovere ulteriormente il settore è stato avviato a partire dal 2007 il "Gran Kerala Shopping Festival" il quale da allora si svolge ogni anno durante il periodo dicembre-gennaio.
L'agenda del turismo dello Stato promuove il turismo ecologicamente sostenibile, che si concentra sulla cultura locale, le avventure nel deserto, il volontariato e la crescita personale della popolazione locale. Gli sforzi sono intesi a ridurre al minimo gli effetti negativi del turismo tradizionale sull'ambiente naturale, e migliorare l'integrità culturale delle popolazioni locali.

## Contesto storico

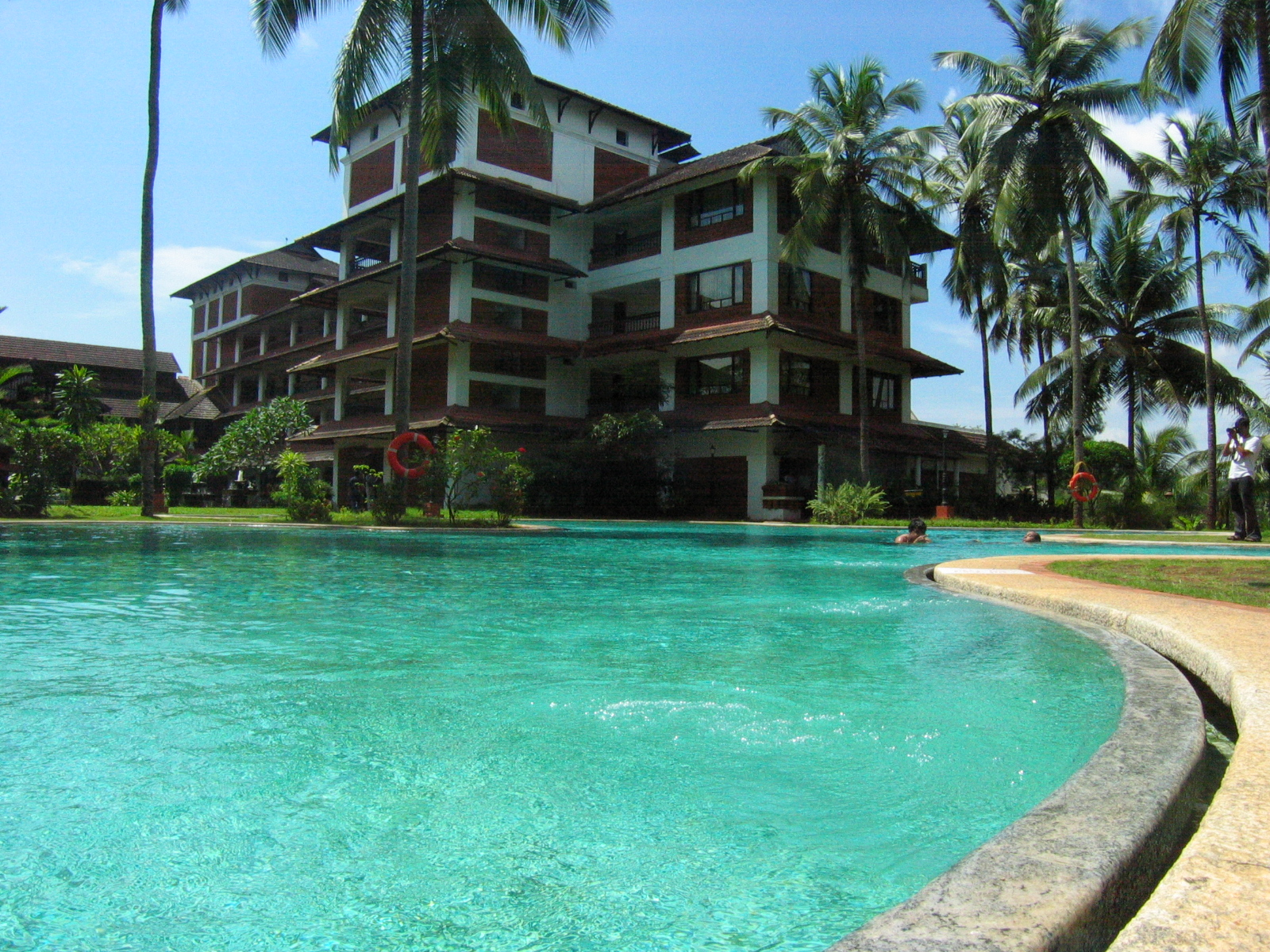
Kozhikode (Calicut); i resort punteggiano sia in lunghezza che in larghezza l'intero territorio statale.

Fin dalla sua costituzione come Stato federato dell'India nel 1949, l'economia del Kerala è stata in gran parte gestita in linea con i principi dell'economia del benessere basati sul socialismo democratico. Questa modalità di sviluppo, anche se si è tradotto in un alto indice di sviluppo umano e di tenore di vita tra la popolazione, ha portato ad una stagnazione economica nel corso degli anni '80. Questo apparente paradosso tra alto sviluppo umano e basso sviluppo economico ha portato ad un gran numero di disoccupati che si sono dovuti trasferire all'estero in cerca di un posto di lavoro, soprattutto nei paesi arabi affacciati sul Golfo persico. Di conseguenza, molti operatori ed agenzie di trasporto si specializzarono per facilitare le esigenze di questi emigrati. In seguito, tuttavia, le tendenze sono presto mutate, con le agenzie di viaggio che hanno iniziato a notare il potenziale dello Stato come destinazione turistica.
Nel 1986 il turismo ha acquisito un proprio status di settore; successivamente ha adottato lo slogan "il paese di Dio" nelle sue campagne pubblicitarie. La promozione aggressiva a mezzo stampa e media elettronici sono stati in grado di attirare investimenti considerevoli nel settore dell'ospitalità nei confronti degli stranieri. Dai primi anni del 2000, la tendenza era cresciuta fino a diventare una vera e propria industria multimiliardaria nello stato, in grado di ritagliarsi una nicchia per se stesso nel settore del turismo mondiale, diventando così uno dei luoghi con il "marketing a maggior richiamo globale". Nel 2003 il Kerala, una destinazione turistica finora in gran parte sconosciuta, è diventato la destinazione turistica a più rapida crescita nel mondo.
Al 2006, crescendo a un tasso del 13,31%, è una delle mete turistiche più visitate in India.

## Principali attrazioni[11][12]

### Spiagge
Affacciato sulla costa occidentale del Mar Arabico, il Kerala possiede una lunga linea costiera di 580 km costellati di spiagge sabbiose. La spiaggia di Kovalam nei pressi di Thiruvananthapuram è stata una tra le prime spiagge del Kerala ad attirare i turisti internazionali. Scoperta inizialmente nell'ambito del Backpacking durante gli anni '60 è stata presto raggiunta da gruppi di hippy per tutto il decennio seguente, divenendo così uno dei loro luoghi d'asilo abituali; Kovalam è oggi la spiaggia più visitata all'interno dello stato.
Altre spiagge popolarmente visitate sono quelli di Kollam, Kappad, Alappuzha, Nattika e Vadanappally nel distretto di Thrissur, Cherai e Beypore, Mararikulam, Fort Kochi e infine Varkala. La "Muzhappilangad Beach" di Kannur è l'unica spiaggia a fare servizio di drive-in esistente in India.

### Backwaters

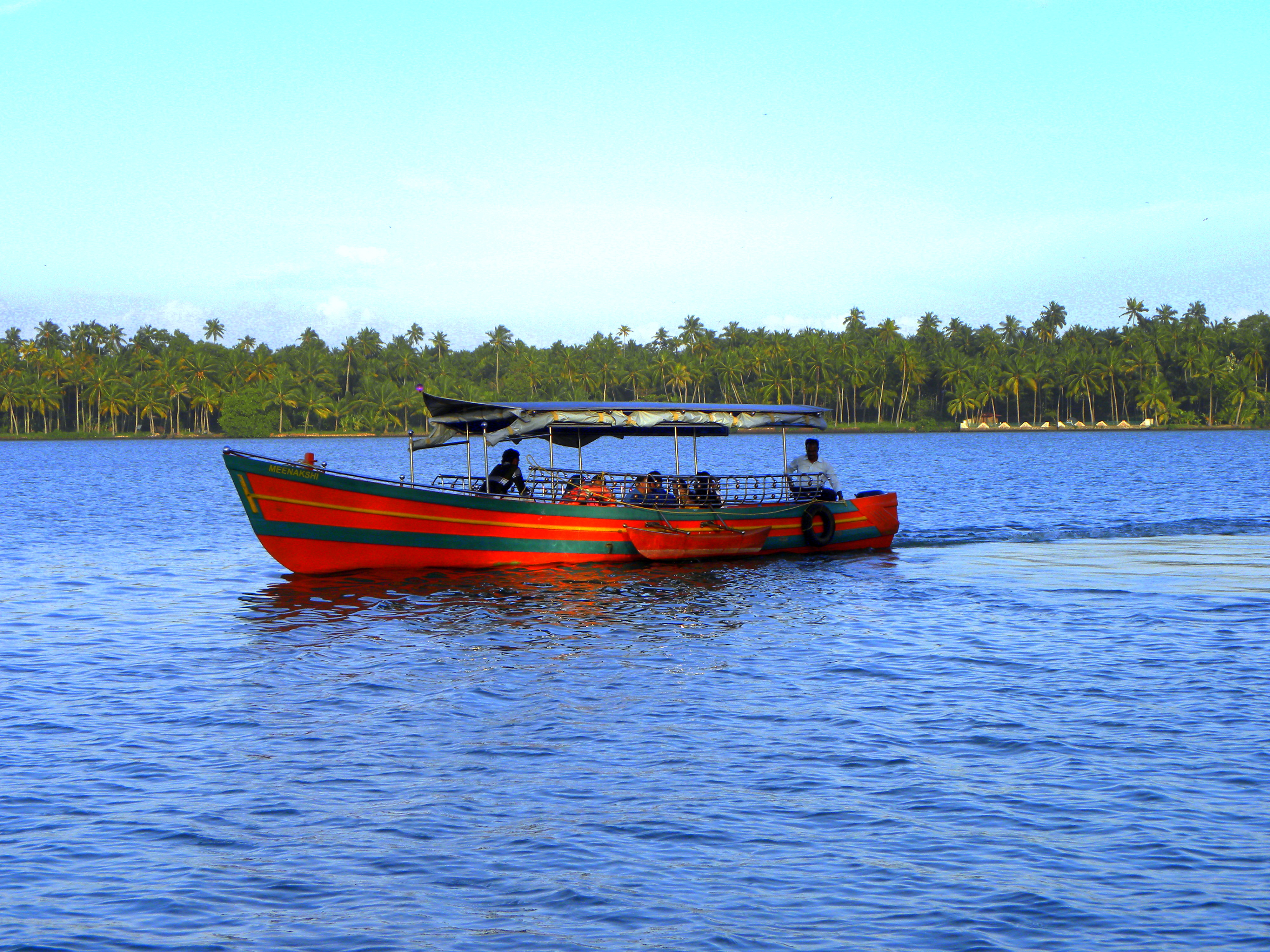
Canottaggio al Paravur lago vicino a Kollam.

Le backwaters sono una catena di lagune e laghi salmastri che si trovano quasi esattamente paralleli alla costa oceanica (conosciuta in questo frangente come la "costa di Malabar"). Le escursioni in motoveliero o Kettuvallam nelle backwaters sono una grande attrazione turistica. Questa tipologia di turismo è incentrata principalmente intorno al lago Ashtamudi e a Kollam. Le regate che si svolgono principalmente durante il periodo delle grandi festività statali e religiose costituiscono anch'esse una tra le maggiori attrazioni per le regioni interne più arretrate economicamente.
La rete di ristagno idrico comprende i grandi laghi, come l'Ashtamudi il più vasto tra loro, collegati da 1500 km di canali sia artificiali che naturali ed alimentati da diversi fiumi, estendendosi praticamente per l'intera lunghezza dello stato del Kerala. Le backwaters sono formate dall'azione delle onde e delle correnti costiere basse le quali creano isole di barriera attraverso le bocche dei molti fiumi che scendono dalla catena montuosa dei ghati occidentali.

### Stazioni collinari
Il Kerala orientale è composto dalla terra accumulata dai Ghati; la regione comprende così alte montagne, gole e valli profonde tagliate dall'azione egli elementi. L'ambiente selvaggio è ricoperte da fitte foreste, mentre i territori bonificati si trovano in preminenza coltivati a piantagione di tè e caffè (stabilite principalmente nel corso del XIX e XX secolo durante l'epoca storica dell'Impero anglo-indiano) o da altre forme di coltivazione.
Il "Western Ghats" sale in media fino a 1.500 metri di altitudine sul livello del mare. Alcune delle più popolari stazioni collinari di soggiorno nella regione sono Munnar, Vagamon, Paithalmala, il distretto di Wayanad, Nelliyampathi, Elapeedika, Peermade, Thekkady nel Parco nazionale di Periyar ed infine Ponmudi.

### Fauna selvatica
La maggior parte del Kerala, il cui habitat naturale è costituito da foresta pluviale umida di piante sempreverdi alle quote più basse ed un altopiano di latifoglie e foreste di semi-sempreverdi nella parte orientale, è soggetto ad un clima tropicale umido. Tuttavia, significative variazioni del terreno e nell'altitudine hanno portato come risultato ad una terra la cui biodiversità è registrata come tra le più significative del mondo. La maggior parte dei tratti costituiti in maniera più significativa da biodiversità si trovano nelle foreste sempreverdi dei suoi distretti orientali.
Kerala ospita anche due incontri mondiali in preparazione della Convenzione di Ramsar relativa alle zone umide: il lago Sasathamkotta e i dintorni del lago Vembanad-Kol sono elencate come zone umide di importanza internazionale. Ci sono anche numerose aree protette di conservazione, tra cui 1455,4 km² della grande Riserva della biosfera del Nilgiri. A loro volta, le foreste ospitano fauna di elevata importanza come l'elefante asiatico (Elephas maximus), la tigre reale del Bengala (Panthera tigris tigris), il leopardo (Panthera pardus), il tahr del Nilgiri (Nilgiritragus hylocrius), e lo scoiattolo gigante dello Sri Lanka(Ratufa macroura).
Zone di conservazione più remote, tra cui è incluso il Parco Nazionale Silent Valley situato nei monti Nilgiri che circondano il corso del fiume Kundali, preservano specie in pericolo come il macaco dalla coda di leone (Macaca silenus), l'orso labiato indiano (Melursus (Ursus) ursinus ursinus), e il bos gaurus (il cosiddetto "bisonte indiano"). Specie più comuni includono l'istrice o porcospino indiano (Hystrix indica), il chital o cervo pomellato (Axis axis), il Cervo sambar (Cervus unicolor), il Semnopithecus o langur grigio, lo scoiattolo volante, la lince delle paludi (Felis Kutas Chaus), il cinghiale (Sus scrofa), una varietà di specie di "scimmie del Vecchio Mondo" o Catarrhini, il lupo grigio (Canis lupus) e il Musang o "civetta delle palme comune" (Paradoxurus Ermafrodito).
Molti rettili come il cobra, la vipera e il pitone, varie tartarughe e coccodrilli si trovano oggi nuovamente in Kerala, in modo alquanto sproporzionato ad est. Nell'avifauna vi sono endemismi come il podargidae dello Sri Lanka (Batrachostomus moniliger), il gufo della baia orientale (Phodilus badius), grandi frugivori come il grande calao indiano (Buceros bicornis) e il Bucerotidae indiano grigio (Ocyceros birostris); tra gli uccelli più diffusi abbiamo il pavone, il cormorano indiano (Phalacrocorax fuscicollis), il myna della giungla e di collina (Acridotheres fuscus), il darter-Anhinga orientale (Anhinga melanogaster), l'Oriolidae nero incappucciato (Oriolus xanthornus), il grande drongo-Dicrurus dalla coda a racchetta (Dicrurus paradiseus) e il drongo nero reale (Dicrurus macrocercus), il Pycnonotidae, alcune specie di martin pescatore e picchio, i Gallus o "uccelli della giungla", il parrocchetto alessandrino ed infine un assortimento di anatre e uccelli migratori. Inoltre, anche i pesci d'acqua dolce come il kadu-Heteropneustes fossilis o pesce gatto asiatico e specie residenti in acqua salmastra come il Choottachi-Etroplus maculatus sono nativi dei laghi e corsi d'acqua del Kerala.

## Eventi

### Festival
Il grande evento festivo in Kerala è dato da Onam. Lo stato ha tutta una serie di feste religiose molto frequentate e celebrate ai massimi livelli, il Pooram di Thrissur e il "Kumbha Bharani di Chettikulangara (nei pressi di Mavelikkara) sono i più importanti festival templari. Il Pooram di Thrissur è condotto dal tempio Vadakkunnathan della città. Il "Chettikulangara Bharani" è un'altra grande attrazione: il festival si svolge presso il tempio Chettikulangara Bhagavathi. Il Maha Shivaratri è anch'esso un importante festa religiosa in onore del Signore Shiva; viene celebrato soprattutto nel tempio di Aluva e di Padanilam. I Parumala Perunnal e Manarkadu Perunnal sono i principali festival dei fedeli cristiani. I musulmani infine hanno anche molti festival importanti.

## Ayurveda
Il cosiddetto turismo della salute, promosso soprattutto dai sistemi di medicina tradizionale come l'Ayurveda e il Siddha (medicina), è molto popolare nello stato ed attira un numero sempre crescente di turisti. Una combinazione di molti fattori ha portato l'aumento di popolarità del turismo medico: gli alti costi di assistenza sanitaria nei paesi industrializzati, la facilità e la convenienza dei viaggi internazionali, il miglioramento della tecnologia e gli standard di cura.
Tuttavia, la recente crescita dilagante in questo settore ha messo in apprensione il governo il quale sta valutando l'introduzione di un sistema di classificazione degli ospedali e cliniche di questo genere, contribuendo in tal modo a dare una scelta ai turisti per i loro trattamenti.